# Werder (Bockenem)
Werder ist ein Ortsteil der Stadt Bockenem in Niedersachsen. Das Dorf hatte am 1. Oktober 2011 127 Einwohner. Es liegt 2,5 km entfernt nördlich von Bockenem und vier Kilometer entfernt von der östlich verlaufenden A 7. Durch Werder fließt der Rottebach, der am nordöstlichen Ortsrand in die Nette mündet.

## Geschichte
Am 1. März 1974 wurde Werder in die Stadt Bockenem eingegliedert.

## Politik
Aufgrund seiner geringen Einwohnerzahl wird Werder nicht von einem Ortsrat, sondern von einem Ortsvorsteher vertreten. Aktuell ist Bernd Heinrich (CDU) in dieser Funktion.

### Wappen
| Wappen von Werder | Blasonierung: „In Rot drei goldene Pfähle belegt mit zwei silbernen Wellenbalken.“ |
| Wappen von Werder | Wappenbegründung: Das Wappen von Werder entspricht dem älteren Wappen der Wohldenberger. Es hat 3 Pfähle mit aufgelegten zwei Wellenbalken die Flüsse andeuten. Sie weisen als Symbol der Nette darauf hin, dass dies einst den Werder umfloss. |